# Trilobachne cookei
Trilobachne cookei är en gräsart som först beskrevs av Otto Stapf, och fick sitt nu gällande namn av Johann Heinrich Rudolf Schenck och Johannes Jan Theodoor Henrard. Trilobachne cookei ingår i släktet Trilobachne och familjen gräs. Inga underarter finns listade i Catalogue of Life.